# Kościół św. Kingi w Wojnarowej
Kościół św. Kingi w Wojnarowej – rzymskokatolicki kościół parafialny znajdujący się w miejscowości Wojnarowa w powiecie nowosądeckim województwa małopolskiego.

## Historia kościoła
Kościół zbudowano w latach 1996–2002 według projektu Marka Tarko. Kamień węgielny, poświęcony 16 czerwca 1999 przez Jana Pawła II w Starym Sączu, wmurował 18 czerwca 2000 biskup tarnowski Wiktor Skworc. On też konsekrował kościół 21 września 2002.
Wnętrze świątyni zaprojektował Marek Tarko. Na ścianie ołtarzowej umieszczono obraz św. Kingi z 1902 roku, namalowany przez Kazimierza Ramułta oraz rzeźby św. Piotra i Pawła z XVIII wieku, przeniesione z kościoła w Wilczyskach.